# Zwinger
Pour les articles homonymes, voir Zwinger (homonymie).
Le Zwinger est un palais baroque situé à Dresde, en Allemagne. Monument architectural parmi les plus importants de la ville, il est aujourd'hui devenu un musée.
Ancien lieu de détente et de festivités des rois de Saxe, le Zwinger a été construit sur l'emplacement de l'ancienne forteresse de Dresde dont le mur extérieur a été conservé. Le mot « Zwinger » (fausse braie) désigne la partie située entre les remparts extérieur et intérieur d'une forteresse. En effet, à l'époque d'Auguste le Fort, il se trouvait à l'extérieur de la ville. Il est une des attractions majeures de la ville de Dresde, notamment parce qu'il abrite des musées des Collections nationales de Dresde (Staatliche Kunstsammlungen Dresden) dont la Gemäldegalerie Alte Meister (peintures), la Rüstkammer (armurerie) ou encore la Porzellansammlung (porcelaines de Dresde).

## Historique
Le Zwinger fut commandé en 1709 par Auguste II dit « le Fort » et réalisé par Matthäus Daniel Pöppelmann entre 1711 et 1722. L'enceinte a été fermée par la construction, entre 1847 et 1854, du bâtiment qui abrite la galerie de Peintures, réalisé par Gottfried Semper. 

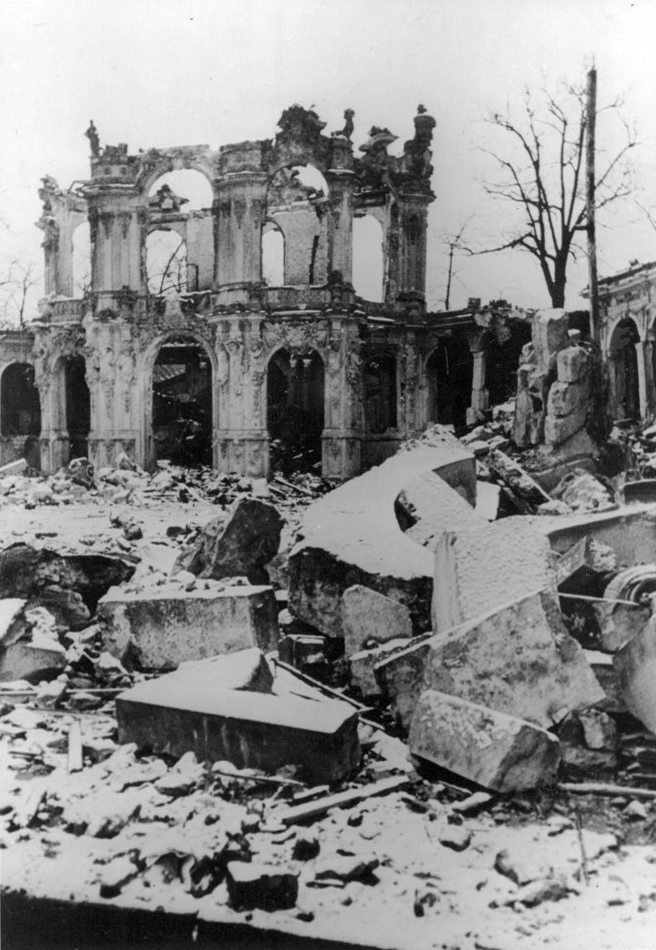
Aspect du Wallpavillon après les bombardements de 1945.

 Gravement endommagé lors du bombardement de Dresde durant la Seconde Guerre mondiale, le 13 février 1945, il fut l'un des premiers édifices de Dresde à être reconstruits après la guerre. La restauration s'acheva dans les années 1960.

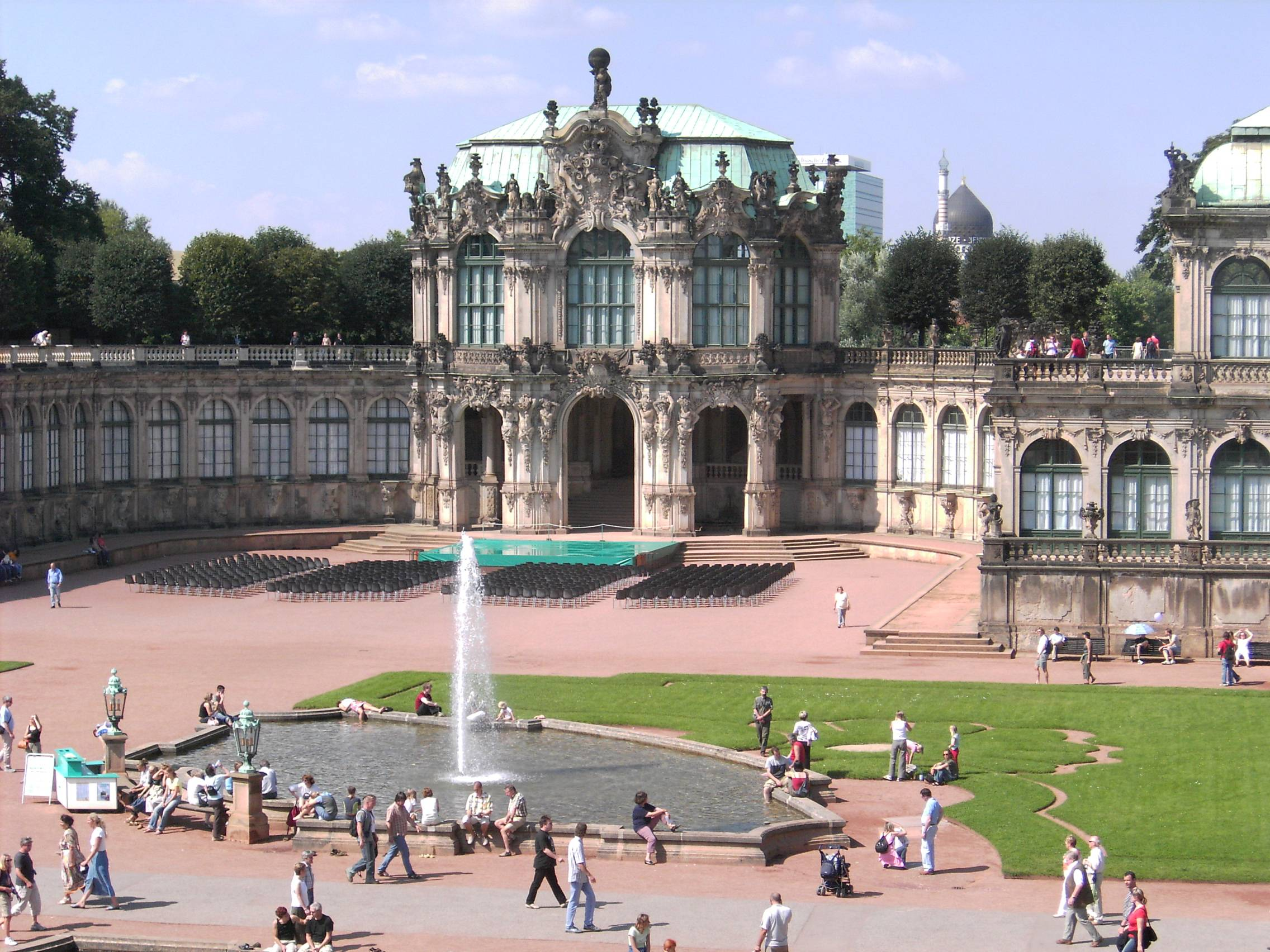
Le Wallpavillon en 2005.

## Description
Avec la Hofkirche (cathédrale) au nord-est et le Semperoper (opéra de l'architecte Gottfried Semper) à l'ouest, le Zwinger fait partie de la Theaterplatz (place du Théâtre).
De style baroque, Le Zwinger est constitué de six pavillons reliés par des galeries. Les deux principaux sont : 
- le Wallpavillon (collection de statues), orné de sculptures baroques et surmonté d'une statue d'Hercule ;
- le Glockenspielpavillon qui contient un carillon en porcelaine de Meissen installé entre 1924 et 1936.

L'entrée s'effectue par la Kronentor (porte de la Couronne), à l'ouest, qui est surmontée d'un dôme en bulbe orné de dorures. Le site est fermé au nord, le long de l'Elbe, par la Sempergalerie, de style Renaissance, qui abrite la Gemäldegalerie Alte Meister. Celle-ci fut construite au XIXe siècle par l'architecte Gottfried Semper. À l'époque d'Auguste le Fort il n'existait rien à cet emplacement.

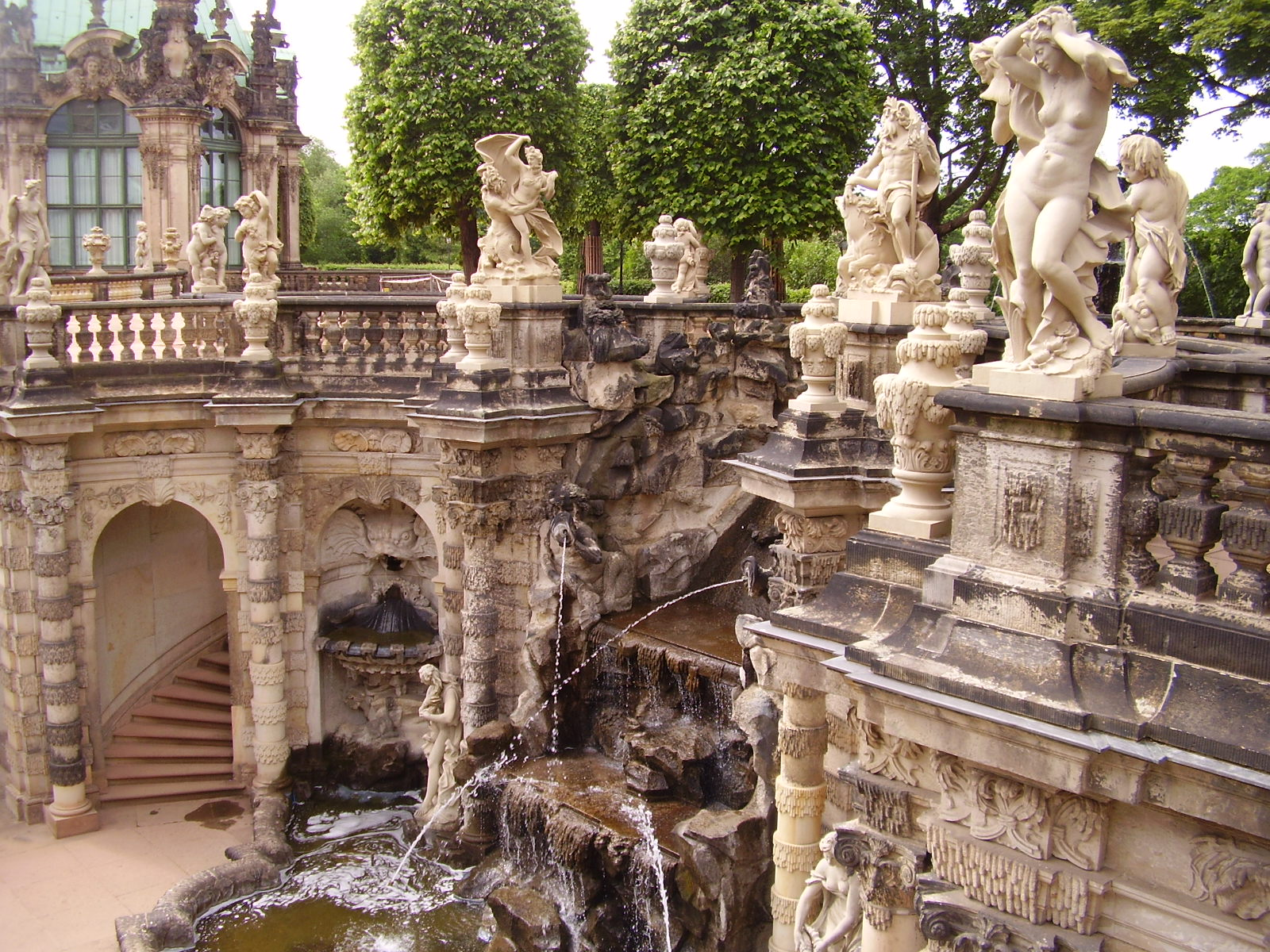
Le nymphée du Zwinger.

Un nymphée (Nymphenbad) avec fontaines a été ajouté en 1845 sur le mur à l'arrière du pavillon français, construit par Balthasar Permoser.
Au nord du Zwinger se trouve un petit édifice nommé Italienisches Dörfchen (« petit village italien »), avec des restaurants et des cafés. Le nom vient d'une ancienne auberge avec des logements d'ouvriers italiens œuvrant sur l'opéra (Semperoper) de Gottfried Semper.

## Musées
La Gemäldegalerie Alte Meister (galerie de Peinture des Maîtres Anciens) du Zwinger est une des attractions culturelles majeures de Dresde. Elle présente une collection de peintures de maîtres, parmi lesquelles des œuvres de Rubens, Sandro Botticelli, Albrecht Dürer, Paolo Veronese et bien sûr la fameuse Sixtinische Madonna de Raphaël.
La Rüstkammer (salle d'Armes) héberge une très belle collection d'armes, datant pour la plupart des XVIe et XVIIe siècles. La Porzellansammlung (collection de Porcelaine) contient une très riche collection de porcelaine de Meissen et le Mathematisch-Physikalischer Salon (salon de Mathématiques et de Physique) une magnifique collection d'horloges et d'instruments scientifiques.

## Hommage
Le Japon a construit une copie du Zwinger dans la ville d'Arita dans le cadre de la création d'un village allemand traditionnel.

## Galerie

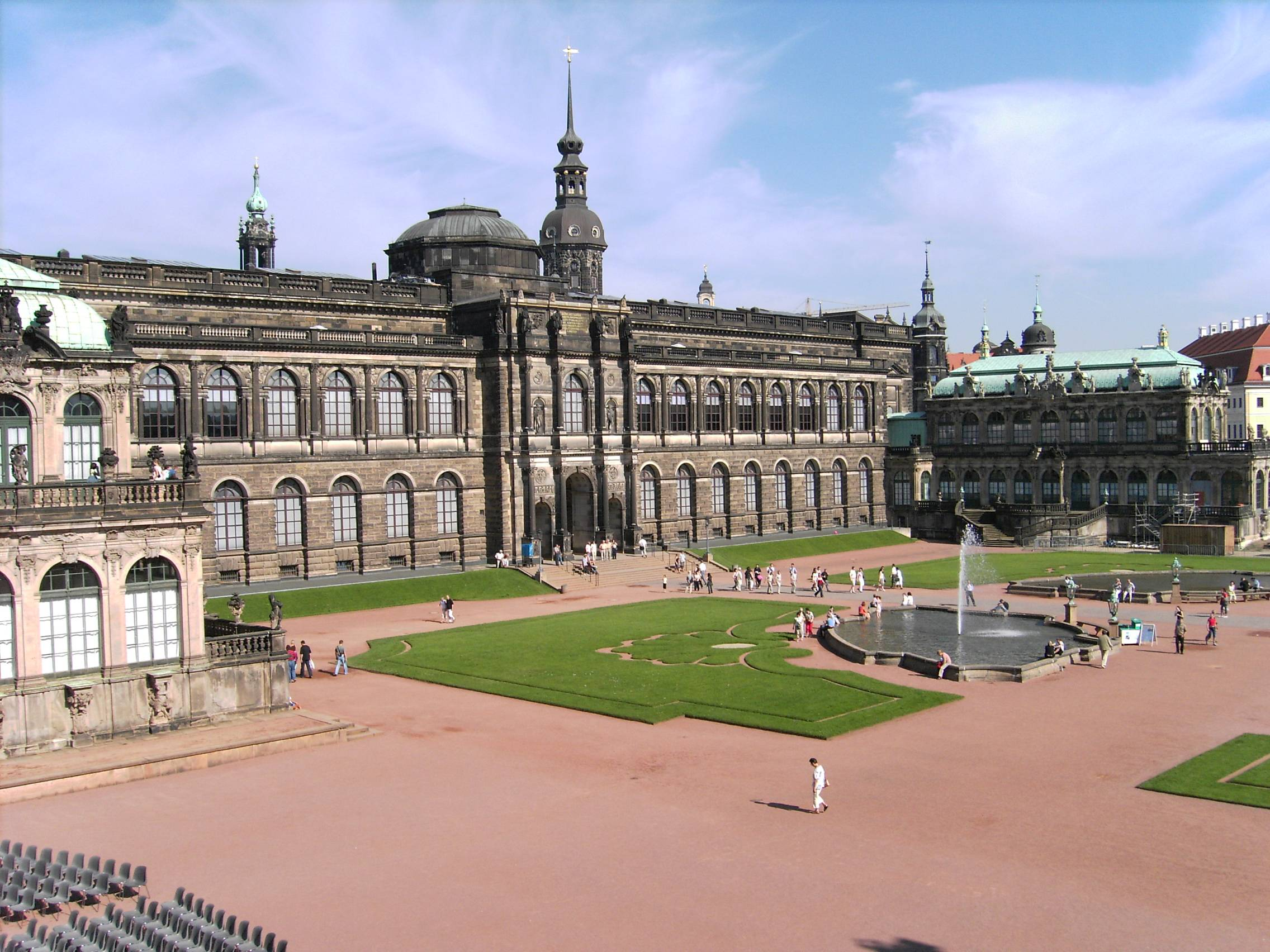
Le Zwinger en 2005.
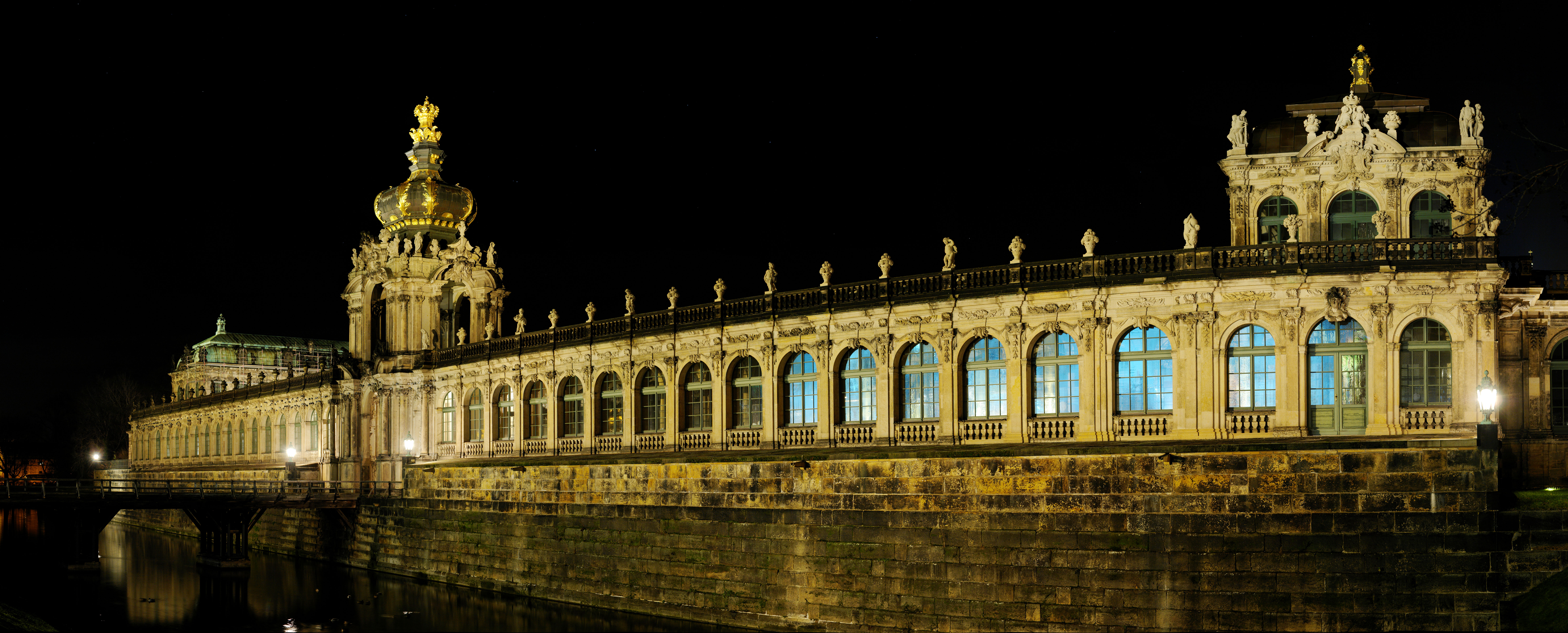
L'entrée du palais par la Kronentor (galeries).
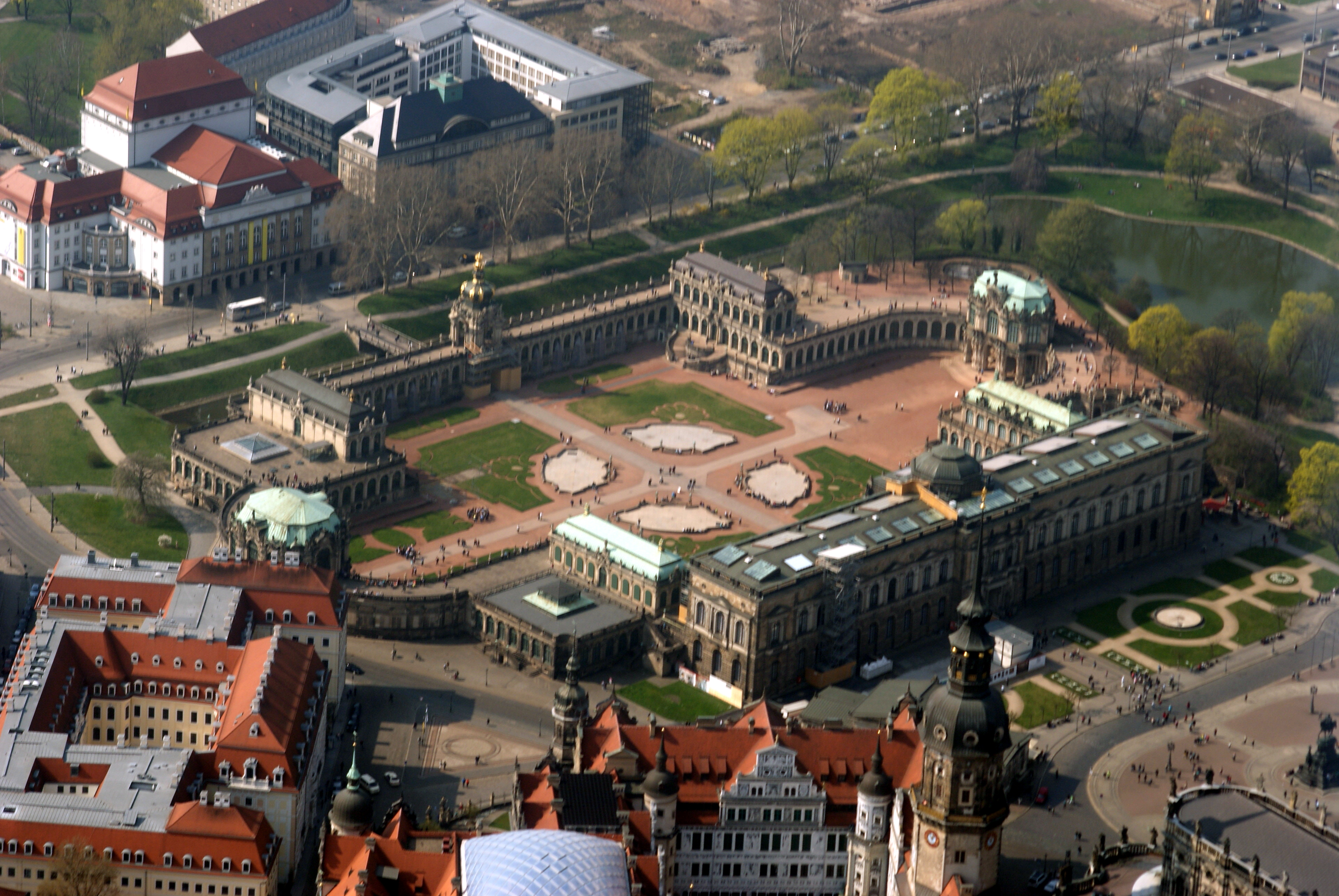
Vue aérienne.
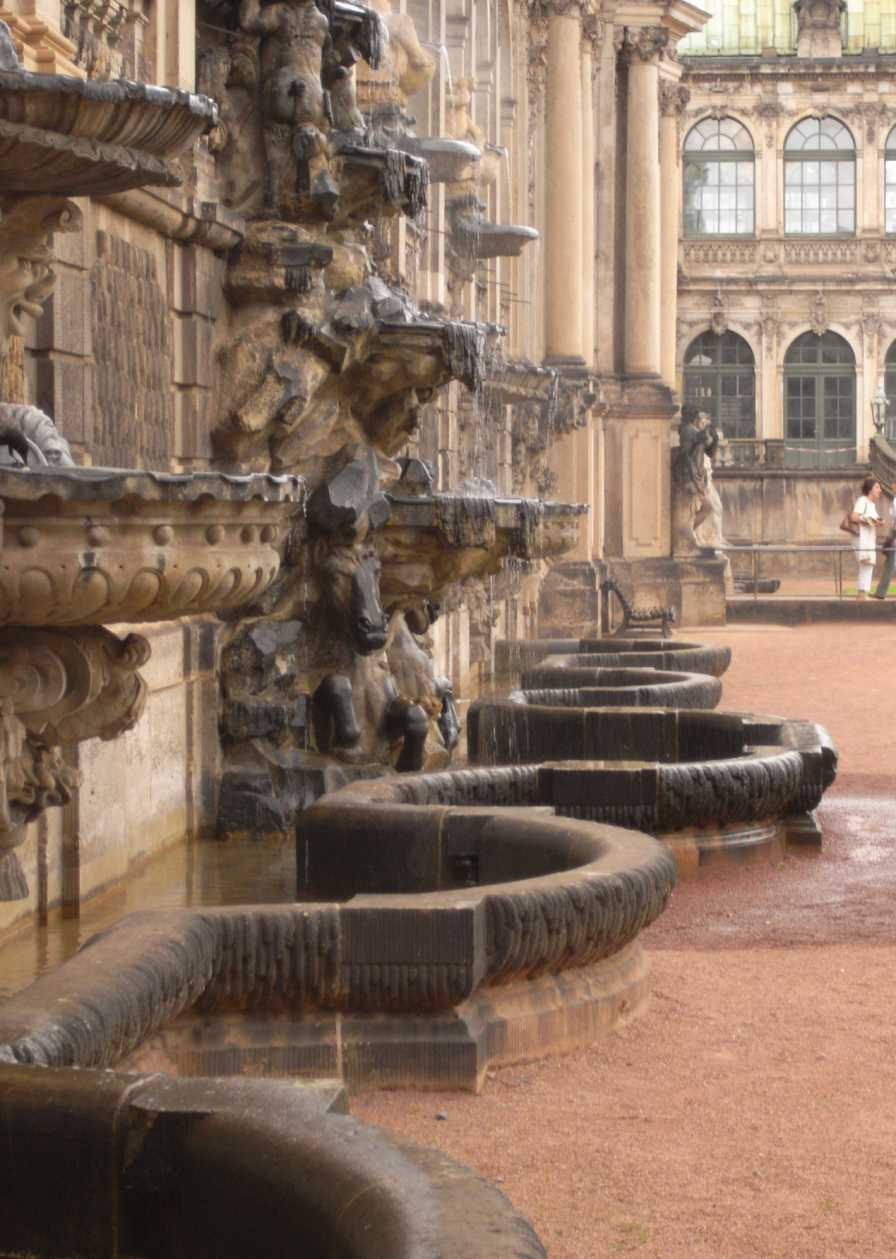
Fontaines.
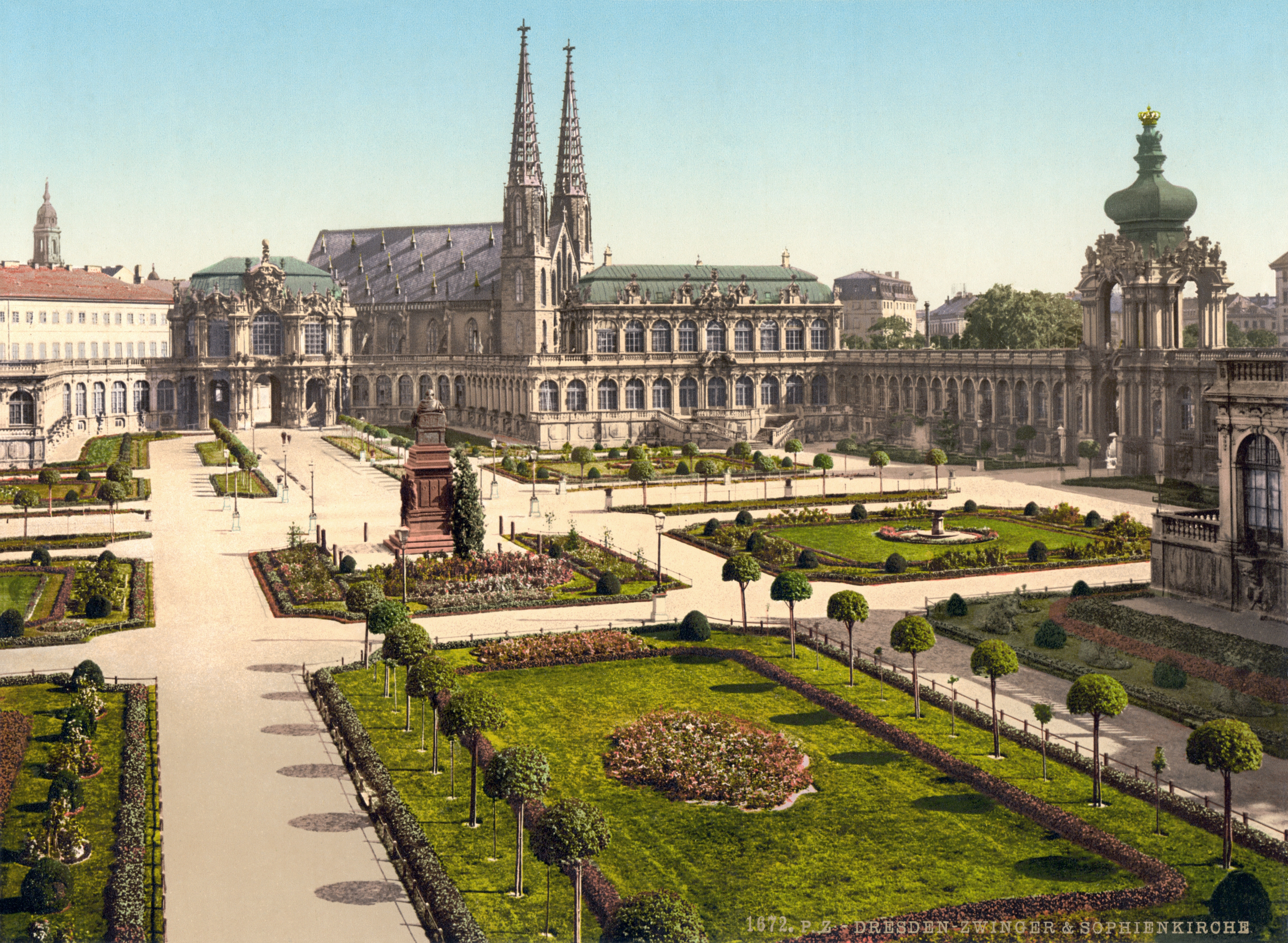
Vers 1890-1900.
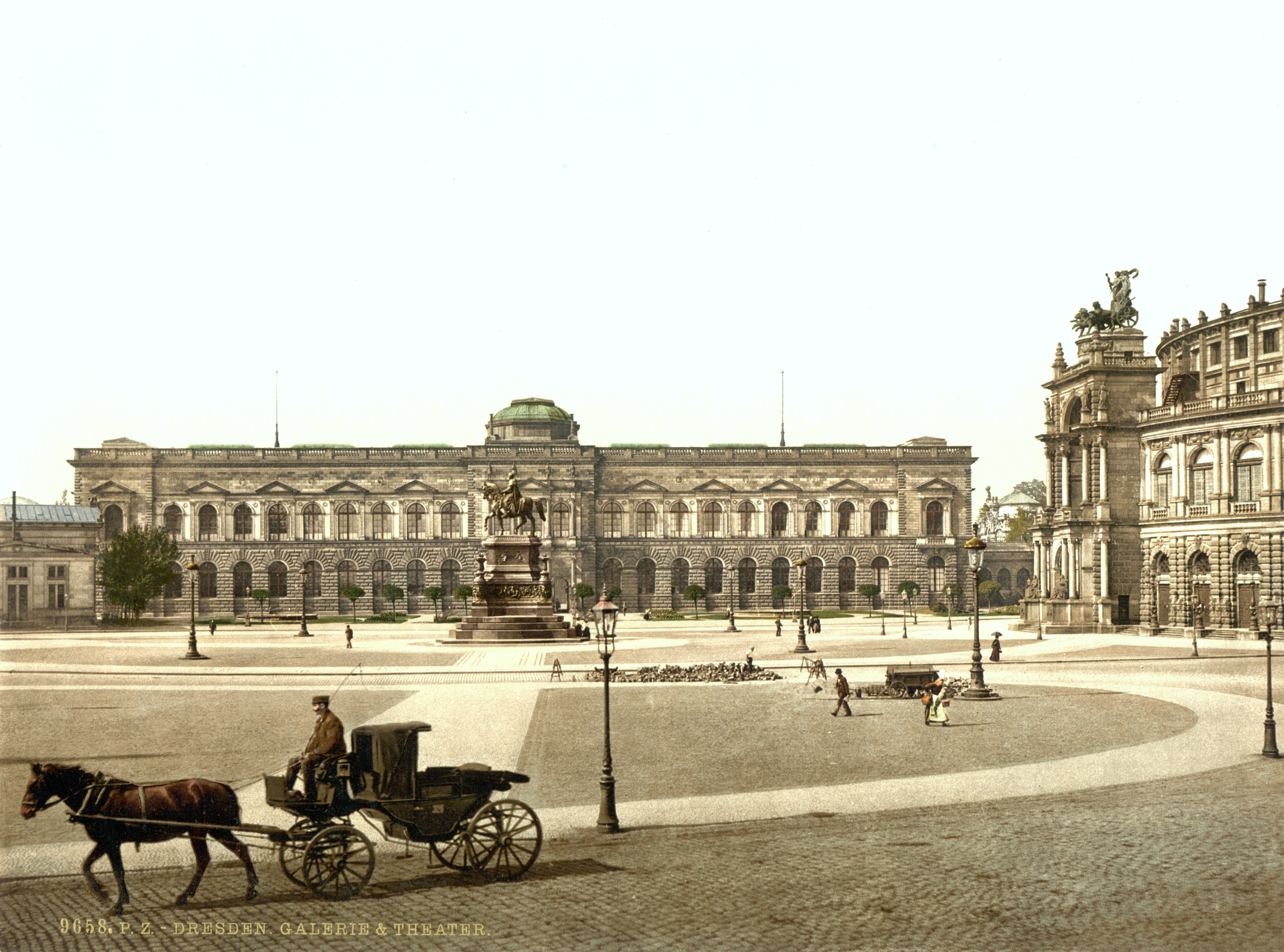
Place du théâtre en 1900.
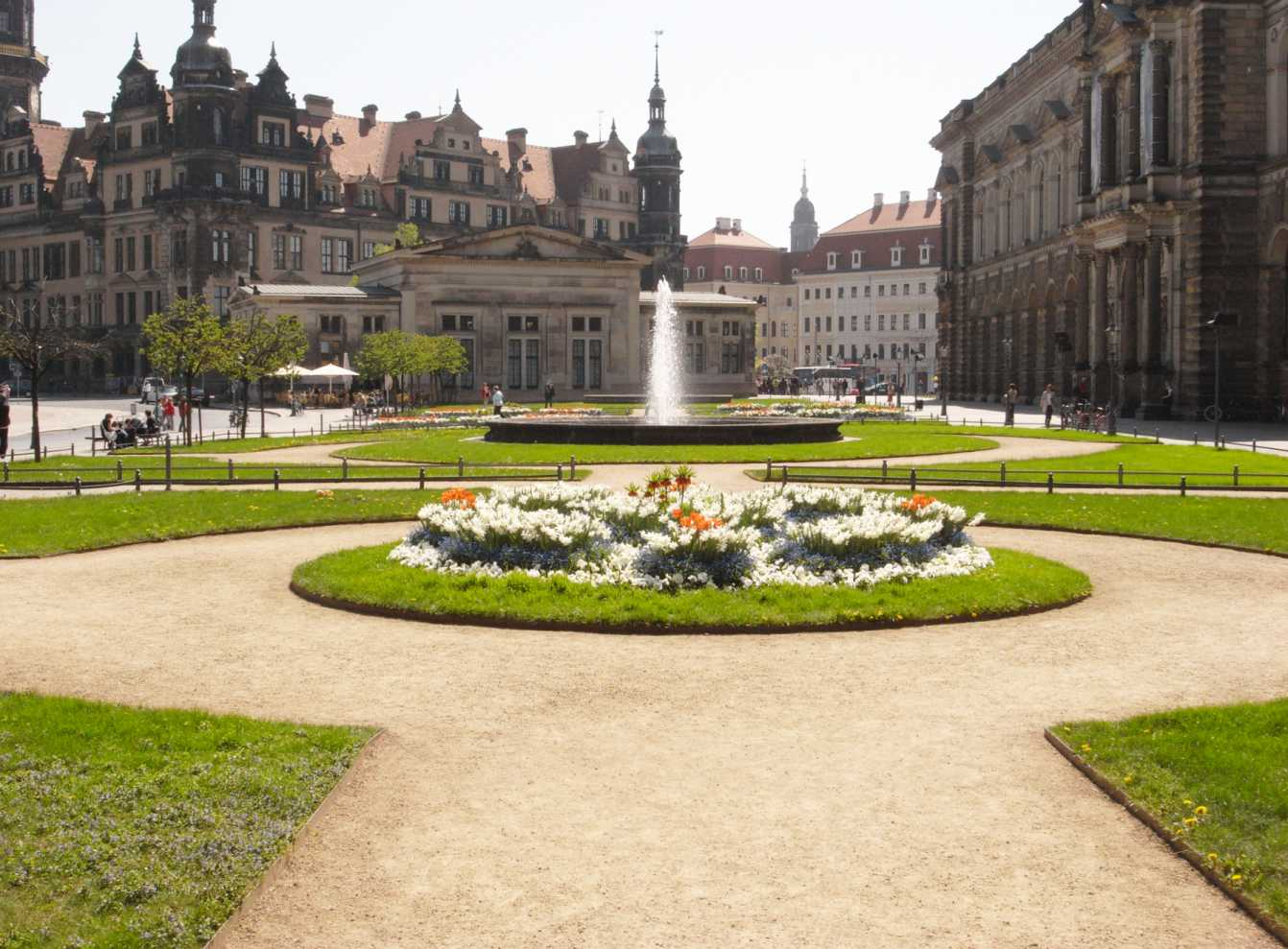
Jardin devant le Zwinger.